# Radioquímica

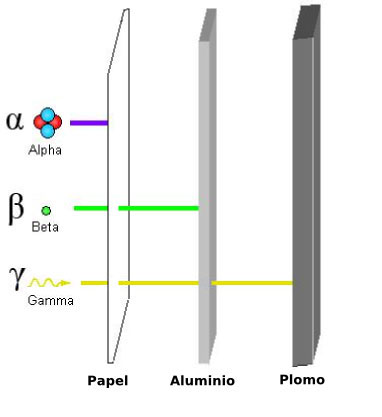
Los tipos de radiación y sus niveles de penetración.

La radioquímica es una rama de la química que estudia las reacciones químicas mediante técnicas basadas en la radiactividad o mediante la utilización de isótopos radiactivos para establecer el mecanismo de las reacciones químicas. Para ello estudian la desintegración radiactiva de reactivos,  o intermedios de reacción.

## Tipos de radiación

### Radiación alfa
Consiste en la emisión de partículas alfa (partículas cargadas positivamente compuestas por dos protones y dos neutrones, siendo por tanto equivalentes a un núcleo de helio) por un núcleo atómico. Cuando ocurre esta emisión, la masa del átomo en decaimiento disminuye cuatro unidades y su número atómico disminuye en dos. Son desviadas por campos magnéticos y eléctricos. Son muy ionizantes aunque poco penetrantes, la radiación alfa es bloqueada por apenas unos centímetros de aire o finas láminas de algunos sólidos.

### Radiación beta
Consiste en la emisión de electrones (beta negativas) o positrones (beta positivas) que provienen de la desintegración de los neutrones o protones de un núcleo en un estado excitado. Cuando ocurre esta emisión el número atómico aumenta o disminuye en una unidad y la masa atómica se mantiene constante. Esta radiación es desviada por campos magnéticos. Su poder de ionización no es tan elevado como el de la anterior, sin embargo es más penetrante, puede ser bloqueada por finas láminas de muchos sólidos.

### Radiación gamma
Consiste en la emisión de ondas electromagnéticas de longitud de onda corta. Es la radiación más penetrante, se necesitan capas muy gruesas de plomo o bario, u hormigón para detenerla o reducir su intensidad.

## Algunas aplicaciones[3]

### Enmedicina
- La radioterapia utiliza las radiaciones ionizantes con fines terapéuticos. Se basa en administrar dosis altas de radiación a los tumores cancerosos, destruyéndolos o dañándolos de tal manera que no puedan crecer, propagarse o multiplicarse.
- El radiodiagnóstico tiene como fin el diagnóstico de las enfermedades, utilizando imágenes y datos obtenidos por medio de radiaciones ionizantes o no ionizantes.

### Enbioquímica
Mediante el marcaje isotópico (con carbono-14) de metabolitos se han determinado muchas de las reacciones de las rutas metabólicas.

### Enarqueologíaygeología
Debido a la existencia de isótopos radiactivos naturales en objetos de hallazgos arqueológicos, mediante mediciones de radiactividad, estos se pueden datar (método del carbono-14).
En geología se puede averiguar la edad de las rocas a través del estudio de algunos radioisótopos (potasio-40 0 uranio-235, por ejemplo). 

### Enquímica ambiental
Es de gran importancia el estudio de los radioisótopos presentes en el medio ambiente (contaminación radiactiva), tanto de los naturales como de los producidos artificialmente, ya que los niveles elevados de estos afectan tanto a la salud humana como al medio ambiente.